# 塔石站
塔石站（：／ Tapseok yeok */?）是議政府輕軌沿線的一座高架車站，位於韓國京畿道議政府市松山洞，與輕軌車輛基地連結。未來首爾地鐵7號線延伸線完工後，將於本站與議政府輕軌交會。

## 車站結構
站體為2面2線側式月台的高架車站，候車月台設有月台幕門。

### 月台配置
| 松山 ↑             |
| \| 上              |
| ↓ 複合文化融合園區 |

| 月台 | 路線          | 目的地                                   |
| ---- | ------------- | ---------------------------------------- |
| 上行 | ●議政府輕電鐵 | 昆弟、議政府中央、輕電鐵議政府、鉢谷方向 |
| 下行 | ●議政府輕電鐵 | 往複合文化融合園區                       |

## 歷史
- 2012年7月1日：落成啟用。

## 車站周邊
- 松山車輛基地
- 松山第四工業園區

## 相鄰車站
議政府輕軌交通
●議政府輕電鐵
松山（U124）－塔石（U125）－複合文化融合園區（U126）